# Nemophora sinicella
Nemophora sinicella (лат.) — вид длинноусых молей рода Nemophora (Adelidae).

## Распространение
Континентальный Китай, Мьянма, Таиланд.

## Описание
Длина передних крыльев 5—6 мм. Вид Nemophora sinicella внешне похож на N. aglaospila, от которого отличается тёмной медно-коричневой апикальной частью передних крыльев, испещрённой парой диффузных тёмных пятен, и равномерно коричневыми до бронзовых антеннами. Гениталии самца N. sinicella отличаются от N. aglaospila относительно узкой вершинной половиной вальвы (около 0,3 × базальной ширины) и длинными плечами стреловидной головки юксты. Глянцевое золотистое пятно посередине костального края встречается также у N. cleodoxa, от которого N. sinicella отличается наличием тёмных и светлых полукруглых полос вокруг этого пятна. Губной щупик 3-сегментный, короткий или средней длины, с густыми приподнятыми волосками. Максиллярный щупик рудиментарный. Голени передних ног имеют апикальные эпифизы; задние голени покрыты густыми волосками.
Переднее крыло глянцево-золотистое в нижней половине до тёмно-бронзового в вершинной половине; базальная часть с узкой тёмно-коричневой продольной полосой по костальному краю; эта полоса почти достигает узкой поперечной тёмно-коричневой полосы на 0,15 × длины переднего крыла (FWL). Хотя у некоторых экземпляров эта полоса рассеяна несколькими жёлтыми чешуйками около косты, эти чешуйки никогда не образуют отчётливого жёлтого пятна или полосы. Костальная часть медиальной полосы широкая (около 0,3 × FWL), с небольшим блестящим золотистым пятном у косты; это пятно окружено полукруглой тёмно-коричневой линией, за которой следует ярко-жёлтая линия, расположенная между плечами Y-образной тёмной медно-коричневой поперечной полосы. У некоторых экземпляров это блестящее пятно тёмно-бронзовое или даже отсутствует, заменяясь тёмно-коричневым пятном. Апикальная часть переднего крыла с переменным рисунком из рассеянных тёмно-коричневых пятен в дискальной зоне и у внешнего края. Бахрома бронзовая. Задние крылья светло-коричневые до бронзовых; боковая область серая; бахромка желтовато-серая до коричневой на вершине.